# IC 3622
IC 3622 је спирална галаксија у сазвјежђу Береникина коса која се налази на листи објеката дубоког неба у Индекс каталогу.
Деклинација објекта је + 15° 25' 56" а ректасцензија 12h 39m 32,4s. Привидна величина (магнитуда) објекта IC 3622 износи 15,2 а фотографска магнитуда 16,0.